# Prohibit als pares
Prohibit als pares o PAP (en castellano: Prohibido a los padres), es un programa de radio que se emite en Ràdio Flaixbac en horario nocturno, concretamente de las 10:00PM a las 2:00AM de la noche. Es un programa orientado principalmente hacia jóvenes y adolescentes, ya que se tratan temas referentes al amor, el sexo, la amistad y las infidelidades, entre otros, con un tono desenfadado y sin ningún tipo de pudor.
La primera etapa del programa iniciada en septiembre de 2003 y que finalizó el 14 de julio del 2006, fue creada y conducida por Josep Lobató junto con Oriol Sàbat y Agnès Tejada (Venus). Los tres locutores que iniciaron el formato, dejaron la emisora catalana fichando por Europa FM, donde actualmente siguen con el mismo formato que crearon en Cataluña, y Andorra. En la actualidad emiten para todo el territorio español bajo el nombre de "Ponte a prueba". El 12 de septiembre de 2006, Prohibit als pares inició una segunda etapa en Cataluña, Andorra, la provincia de Castellón y Mallorca, con Xavi Canalias y Elisenda Carod como presentadores, y con la colaboración de la sexóloga Elena Crespi.
A partir de una recopilación de intervenciones del programa se editó un libro (homónimo), escrito por Josep Lobató, para explicar, con vocación pedagógica, algunos temas relacionados con el sexo y los jóvenes. El libro, igual que el programa de radio, fue muy criticado por tratar un tema tabú, pero obtuvo un gran éxito de ventas.
Un año después, viendo el gran éxito del primer libro, salió a la venta el libro, "Som P.A.P. La nostra vida i el nostre rotllo", una recopilación de experiencias de amor, amistad y fiestas con los padres y otros temas que no sólo fueran de sexo. En este libro, del cual son autores Josep, Oriol y Venus, nos ofrecen experiencias propias cada vez que presentan un capítulo.